# 泰莱格迪·亚当
泰莱格迪·亚当（匈牙利語：Telegdy Ádám，1995年11月1日—）生于布达佩斯，是一名匈牙利男子游泳运动员，主攻仰泳。他出身体育世家，父亲和母亲都曾是国家篮球队的成员。他在约四岁半时被父母带到游泳池边去学游泳。泰莱格迪的女友考帕什·博格拉尔考同样是一名游泳选手，两人在2020年7月订婚。